# Cervona Dolîna, Bobrîneț
Cervona Dolîna (în ucraineană Червона Долина) este localitatea de reședință a comunei Cervona Dolîna din raionul Bobrîneț, regiunea Kirovohrad, Ucraina.

## Demografie
Componența lingvistică a localității Cervona Dolîna
     Ucraineană (100%)
Conform recensământului din 2001, toată populația localității Cervona Dolîna era vorbitoare de ucraineană (100%).